# 1948.
◄ | 19. stoljeće | 20. stoljeće | 21. stoljeće | ►
◄ | 1910-ih | 1920-ih | 1930-ih | 1940-ih | 1950-ih | 1960-ih | 1970-ih | ►
◄◄ | ◄ | 1945. | 1946. | 1947. | 1948. | 1949. | 1950. | 1951. | ► | ►►
Arhitektura • Astronautika • Astronomija • Biologija • Film • Fotografija • Glazba • Kazalište • Kemija • Kiparstvo • Knjige • Književnost • Kršćanstvo • Meteorologija • Medicina • Planinarstvo • Politika • Pravo • Promet • Slikarstvo • Strip • Šport • Televizija • Znanost • Zrakoplovstvo • Željeznički promet

## Događaji
- Osnovan Auto-moto savez Hrvatske (AMSH).[1]
- 1. siječnja – Italija dobila ustav.
- 7. travnja – prvi Svjetski dan zdravlja
- 14. svibnja – osnivanje države Izraela.
- 23. svibnja – Jugokomunistički zločin nad hrvatskim vojnicima na Biokovu.
- 28. lipnja – objava rezolucije Informbiroa o stanju u KPJ-a. Otvoreni sukob Jugoslavije i SSSR-a.
- 5. srpnja – komunističke vlasti započele rušenje Crkve sv. Ćirila i Metoda u Karlovcu.
- 17. srpnja – proglašena neovisnost Južne Koreje.
- 12. studenoga – U Tokiju završen Tokijski proces na kojem je 28 osoba osuđeno za ratne zločine pred Međunarodnim kaznenim sudom za Daleki istok.
- 29. ožujka – osnovano Zagrebačko kazalište mladih

## Rođenja

### Siječanj – ožujak
- 1. siječnja – Ivan Devčić, hrvatski nadbiskup
- 5. siječnja – Robert Orledge, britanski muzikolog
- 14. siječnja – Valerij Harlamov, ruski hokejaš († 1981.)
- 28. siječnja – Mihail Barišnjikov,  rusko-američki baletan
- 28. siječnja – Dragutin Pasarić, hrvatski povjesničar i novinar, († 2021.)
- 4. veljače – Alice Cooper, američki pjevač
- 5. veljače – Barbara Hershey, američka glumica
- 13. veljače – Henning Mankell, švedski književnik († 2015.)
- 21. veljače – Marko Kern, akademski slikar († 2018.)
- 27. veljače – Gordana Muzaferija, bosanskohercegovačka teatrologinja († 2008.)
- 28. veljače – Mercedes Ruehl, američko-kubanska glumica
- 4. ožujka – Veljko Despot, hrvatski diskograf i novinar
- 5. ožujka – Annette Charles, američka glumica († 2011.)
- 15. ožujka – Sérgio Vieira de Mello, brazilski diplomat († 2003.)
- 16. ožujka – Tomris İncer, turska glumica († 2015.)
- 28. ožujka – Dianne Wiest, američka glumica
- 31. ožujka – Al Gore, bivši potpredsjednik SAD, nobelovac

### Travanj – lipanj
- 9. travnja – Radojka Šverko, hrvatska pjevačica
- 28. travnja – Terry Pratchet, engleski pisac znanstvene fantastike († 2015.)
- 1. svibnja – Davor Domazet-Lošo, hrvatski admiral i geostrateg
- 4. svibnja – Tupou V., tonganski kralj († 2012.)
- 11. svibnja – Frano Parać, hrvatski skladatelj, glazbeni pedagog i akademik
- 19. svibnja – Grace Jones, američka pjevačica
- 29. svibnja – Branka Cvitković, hrvatska glumica
- 6. lipnja – Rocco Buttiglione, talijanski političar, pravnik, akademik i filozof
- 7. lipnja – Ratko Rudić, hrvatski vaterpolski trener
- 18. lipnja – Philip Jackson, britanski glumac

### Srpanj – rujan
- 12. srpnja – Dušan Kovačević, srpski književnik i scenarist
- 18. kolovoza – Joseph Marcell, britanski glumac
- 24. kolovoza – Sauli Niinistö, finski političar
- 3. rujna – Don Brewer, američki glazbenik
- 26. rujna – Nojko Marinović, hrvatski general i dragovoljac († 2021.)

### Listopad – prosinac
- 20. rujna –  Julienne Bušić prozna spisateljica, esejistica i prevoditeljica
- 8. listopada – Claude Jade, francuska filmska glumica († 2006.)
- 27. listopada – Mario Jutt, hrvatski nogometaš i sportski djelatnik († 2020.)
- 31. listopada – Zvonimir Zoričić, hrvatski glumac († 2015.)
- 14. studenoga – Karlo III., engleski kralj
- 26. studenoga – Krešimir Ćosić, hrvatski košarkaš i trener († 1995.)
- 29. studenoga – Anđelko Višić, hrvatski liječnik († 1991.)
- 3. prosinca – Ozzy Osbourne, britanski pjevač († 2025.)
- 8. prosinca – Marijan Bradvić, hrvatski nogometaš († 2019.)
- 12. prosinca – Tom Wilkinson, britanski glumac
- 21. prosinca – Samuel L. Jackson, američki glumac
- 22. prosinca – Nicolae Timofti, moldavski predsjednik

### Nepoznat datum rođenja
- Đorđe Bosanac, hrvatski glumac († 2006.)
- Jadranka Elezović, hrvatska glumica

## Smrti

### Siječanj – ožujak
- 13. siječnja – Milan Begović, hrvatski književnik (* 1876.)
- 30. siječnja – Mahatma Gandhi, indijski političar (* 1869.)
- 11. veljače – Sergej Ejzenštejn, sovjetski filmski režiser (* 1898.)
- 10. ožujka – Jan Masaryk, čehoslovački političar i državnik (* 1886.)

### Travanj – lipanj
- 25. travnja – Truda Braun-Šaban, hrvatska umjetnica (* 1909.)
- 30. svibnja – Jožef Klekl političar, pisac i svećenik, koji je htio autonomiiju Slovenskoj krajini (Prekmurju) (* 1874.)

### Srpanj – rujan
- 16. kolovoza – Babe Ruth, američki igrač baseballa i nacionalna ikona SAD (* 1895.)
- 3. rujna – Edvard Beneš, čehoslovački političar (* 1884.)
- 11. rujna – Muhammad Ali Jinnah, pakistanski političar (* 1876.)

### Listopad – prosinac
- 8. studenoga – Frane Tente, hrvatski politički aktivist (* 1928.)
- 12. studenoga – Umberto Giordano, talijanski skladatelj (* 1867.)
- 12. prosinca – Franjo Dugan st., hrvatski skladatelj, orguljaš i glazbeni pisac (* 1874.)

## Nobelova nagrada za 1948. godinu
- Fizika: Patrick Maynard Stuart Blackett
- Kemija: Arne Wilhelm Kaurin Tiselius
- Fiziologija i medicina: Paul Hermann Müller
- Književnost: Thomas Stearns Eliot
- Mir: nije dodijeljena

## Vanjske poveznice
|  | Zajednički poslužitelj ima još gradiva o temi 1948. |